# マリヤ・ヴチコヴィッチ
マリヤ・ヴチコヴィッチ（クロアチア語: Marija Vučković、1974年7月3日 - ）はクロアチアの政治家。農業大臣。

## 来歴
ユーゴスラビアモスタル生まれ。ザグレブ大学経済学部で金融を専攻する。ザグレブ大学を卒業。
1997年 アンドリヤ・カニッチ・ミオシッチ高等学校で経済学の教師となる。1998年から「Luci Ploče dd」（2000年以降の社名は「Luci Ploče Trgovina doo」）で勤務。2002年にザグレブ大学大学院で修士（経済学）を修得。
2009年にドゥブロヴニク=ネレトヴァ郡副知事。副知事在任中の2012年にはドゥブロヴニク大学で国際金融の基礎などの講師もしていていた。2016年 農業省国務長官。2019年7月22日 第1次アンドレイ・プレンコビッチ内閣で農業大臣になる。2020年7月23日の第2次内閣でも再任した。